# Kwasy humusowe

Wzór strukturalny typowego kwasu humusowego

Kwasy humusowe, kwasy próchnicowe – mieszanina wielkocząsteczkowych związków organicznych o zmiennym składzie (w zależności od składu materii organicznej, z której powstają) i charakterze kwasowym, wchodzących w skład próchnicy glebowej i roztworów wód naturalnych. Tworzą się one w biochemicznych procesach rozkładu związków organicznych budujących żywe organizmy. Budowa tych wyjątkowo skomplikowanych związków nie jest jeszcze do końca poznana, dlatego najczęściej rozpatruje się je na zasadzie różnic pomiędzy różnymi rodzajami tych substancji. 
Wyróżnia się dwie podstawowe grupy tych związków:
- kwasy huminowe – grupa związków o różnych właściwościach
  - kwasy hymatomelanowe – trudno rozpuszczalne w wodzie, a łatwo w alkoholu, o barwie brunatnej, najczęściej w postaci koloidów
  - kwasy huminowe brunatne
  - kwasy huminowe szare
- kwasy fulwowe (fulwokwasy) – łatwo rozpuszczalne w wodzie związki, o barwie od żółtej do jasnobrązowej, mniejszej masie cząsteczkowej niż kwasy huminowe i większym stopniu dysocjacji

## Literatura
- Saturnin Zawadzki (red.): Gleboznawstwo. Wyd. IV, Państwowe Wydawnictwo Rolnicze i Leśne, Warszawa 1999. ISBN 83-09-01703-0
- I. Galeska, T. Hickey, F. Moussy, D. Kreutzer i inni. Characterization and biocompatibility studies of novel humic acids based films as membrane material for an implantable glucose sensor. „Biomacromolecules”. 2 (4), s. 1249–1255, 2001. DOI: 10.1021/bm010112y. PMID: 11777399.
- GE. Fredheim, BE. Christensen. Polyelectrolyte Complexes: Interactions between Lignosulfonate and Chitosan. „Biomacromolecules”. 4 (2). s. 232–239. DOI: 10.1021/bm020091n. PMID: 12625717.
- A. Piccolo. The supramolecular structure of humic substances: A novel understanding of humus chemistry and implications in soil science. „Adv Agron”. 75, s. 57–134, 2002. DOI: 10.1016/S0065-2113(02)75003-7.